# Burkhard Thiele
Burkhard Thiele (* 5. März 1953 in Hamburg) ist ein deutscher Richter. Er war von 2008 bis 2018 Präsident des Oberlandesgerichtes Rostock. Am 25. Januar 2017 wurde er vom Landtag Mecklenburg-Vorpommerns zum Präsidenten des Landesverfassungsgerichtes Mecklenburg-Vorpommern gewählt.

## Leben
Nach dem Studium der Rechtswissenschaften absolvierte Thiele sein Referendariat im Bereich der Justiz des Landes Schleswig-Holstein. Mit Wirkung vom 1. Oktober 1980 wurde er als Richter auf Probe eingestellt. Am 21. Februar 1985 wurde Thiele zum Richter am Landgericht ernannt, in dieser Funktion war er am Landgericht Kiel tätig. In der Folge arbeitete er mehrere Jahre am Kieler Justizministerium. Mit Wirkung vom 8. Mai 1989 wurde Thiele zum Richter am Oberlandesgericht Schleswig ernannt. In dieser Funktion war er allerdings nicht lange tätig. Nach der Wiedervereinigung Deutschlands übernahm die Justiz von Schleswig-Holstein eine Patenschaft über die aufzubauende Justiz im gerade eben geschaffenen neuen Bundesland Mecklenburg-Vorpommern. Im Rahmen dieser Patenschaft wechselte Thiele mit 37 Jahren im November 1990 in das Schweriner Justizministerium als Leiter der Abteilung Verfassung und Recht. In dieser Funktion gehörte er als Regierungsvertreter der Verfassungskommission des Landtages von Mecklenburg-Vorpommern an. Als Mitherausgeber und -verfasser der ersten Kommentierung dieser neuen Landesverfassung gilt Thiele damit als einer der Väter dieser Verfassung. 1999 berief das Justizministerium von Mecklenburg-Vorpommern Thiele überdies zum Präsidenten des Landesjustizprüfungsamtes. Nach 13 Jahren in der Justizverwaltung wechselte Thiele 2003 dann in die Fachgerichtsbarkeit, er wurde am 1. Juli 2003 zum Präsidenten des Landesarbeitsgerichts in Rostock ernannt. Noch in dieser Funktion wurde Thiele am 30. Januar 2008 zum Vizepräsidenten des Landesverfassungsgerichtes von Mecklenburg-Vorpommern durch den Landtag gewählt. Im gleichen Jahr kehrte er zur Ordentlichen Gerichtsbarkeit zurück. Mit Wirkung vom 1. September 2008 ernannte ihn die damalige Justizministerin Uta-Maria Kuder zum Präsidenten des Oberlandesgerichtes Rostock. Am 25. Januar 2017 wählte ihn der Landtag von Mecklenburg-Vorpommern zum neuen Präsidenten des Landesverfassungsgerichtes in der Nachfolge von Hannelore Kohl. Ende Oktober 2018 ging er als Präsident des Oberlandesgerichtes in den Ruhestand.
Am 15. Mai 2020 wählte der Landtag von Mecklenburg-Vorpommern die Vizepräsidenten des OLG Rostock Monika Köster-Flachsmeyer zu Thieles Nachfolgerin als Präsidentin des Landesverfassungsgerichts von Mecklenburg-Vorpommern.